# Sida subcuneata
Sida subcuneata är en malvaväxtart som beskrevs av A. St.-hil.. Sida subcuneata ingår i släktet sammetsmalvor, och familjen malvaväxter. Inga underarter finns listade i Catalogue of Life.